# 關根信昭
關根信昭（1934年2月3日—2021年11月20日）是日本的男性聲優、演員。東京都出身。所屬81 Produce。身高167cm，體重70kg。

## 人物
以前所屬東京放送劇團。晨間小說連續劇的故事旁白解說非常知名。

## 演出作品

### 電視劇
- 赤穗浪士（1964年，NHK大河劇（近松勘六））
- 三姊妹（1967年，NHK大河劇（小田計十郎））
- 時間旅行（1972年、少年連續劇系列（未來人））
- 對太陽吶喊 第47話「把手槍還我！ 」（1973年，NTV / 東寶）
- 元祿太平記（1975年，NHK大河劇（醍醐中納言））

### 電視動畫
- 原子小金剛第一季（砂糖族的阿雄）
- 阿嘉莎·克莉絲蒂的名偵探白羅與瑪波（經理）
- 明日之星娜佳（聖女貞德出生村子的神父）
- 五九戰記（店主）
- 我們這一家（英語老師、老人）
- 動畫紀行 馬可波羅的冒險（錫蘭國王巴布三世）
- 動畫紀錄片 決斷
- AVENGER（老爺爺）
- 愛麗絲SOS（奈伯）
- 愛麗絲偵探局（江戶川寫六）
- 銀河冒險戰記II（老人C）
- 沒留意的潘妮洛普（爺爺）
- 美味大挑戰（北尾照一）
- 快感指令（店主）
- 槍國境（市長）
- 太空突擊隊（彗星王蘇力士）
- 救命戰士奈米刀（圖書館館長）
- 金田一少年之事件簿（長崎巧四郎）
- 銀魂（上司）
- 小熊普太郎（神）
- 蜡笔小新（連圖的父親、醫生、老人）
- Code Geass反叛的魯路修R2（高亥）
- 零戰士（海原武士）
- 哥爾哥13（調酒師、飯店經理）
- 上班族金太郎（水木衛）
- 森林大帝（1965年）（健一）
- 神世紀傳MARS（長官）
- 機獸（長老）
- 機獸新世紀0（伯爵）
- 麵包超人（注射器老師（第一代）、古時鐘爺爺）
- 快樂的慕敏一家
- 女惡魔人（爺爺）
- 東京魔人劍風帖 龍龍（龍麻的父親）
  - 東京魔人劍風帖 龍龍 第貳幕（龍麻的父親）
- .hack//黃昏的腕輪傳說（溫泉爺爺）
- 哆啦A夢（戴溫博士）
- 忍者乱太郎（軍師、冷凍小麿、老人、薄竹忍者隊首領、如影忍、木耳持兼（第二代））
- 到另一個你的身邊去（佐佐木教授、委員長）
- NOIR（索爾達的使者）
- 鋼鐵偵探J（莫羅）
- 靈異獵人（金岩鐵人）
- 危險調查員（安迪、東尼奧）
- 名偵探柯南（中本勝彥、設樂重吉）
- 勇午（副官）
- 彩虹戰隊羅賓（天馬）

### 劇場版動畫
- 童話的世界旅行
- 大雄的宇宙英雄記（老爺爺）

### OVA
- 動畫古典文學館（山上憶良）
- 青空少女隊（弓岡一佐）
- .hack//Liminality（京子的父親）

### Web動畫
- 大力工頭系列（老爺爺、神主、糰子店的老爹）

### 連續劇CD
- 青空少女隊（弓岡一佐）
- 龍狼傳（左慈）

### 木偶劇
- 新八犬傳（1973年～1975年，NHK（犬江親兵衛、犬飼現八（二代目）））
- 真田十勇士（1975年～1977年，NHK（猿飛佐助（第二年））
- 吹笛童子（1977年～1978年，NHK（上月左源太））
- 紅孔雀（1978年～1979年，NHK）
- 普琳普琳物語（1979年～1982年，NHK（赫姆勒上校、怪盗圓麵包））
- 鬍子再見（1984年～1985年，NHK（是魚））

### 皮影戲
- 麵包與豆腐女孩（1970年代，NHK教育（養父））

### 外語配音
- 賽爾·米尼奧
  - 養子不教誰之過（約翰（布魯托）・克勞福特）
  - 巨人（安傑爾・奧布雷貢）
  - 出埃及記（道夫・藍道）
  - 萬世流方（烏利亞）
- 異形帝國（山姆（喬治）・法蘭西斯柯（曼蒂·帕丁金））
- 綠野仙蹤（鐵皮人希柯利（大衛·海利））
- 接觸未來（西奧多爾（泰德）・阿羅威（大衛·摩斯））
- 三國演義（（陳泰）（劉英魯））
- 海濱（彼得・福爾摩斯（安東尼·珀金斯））
- 舞台情缘（基斯・派屈吉（大衛·凱西迪））

### 廣播劇
- BANANA FISH（馬納漢）

### 其他
- 安全教室（1972年，NHK教育）
- 電視之旅
- 晨間小說連續劇（1990年度 - 2001年度，（故事解說播映旁白））
- 話語王國（1988年 - 1989年，NHK教育（變身碳酸））
- 一二的算數（1989年 - ，NHK教育（伽瑪的聲音））
- 朗讀（NHK廣播第2頻率）

## 外部連結
- 公開簡歷 （页面存档备份，存于）
- 81 Produce公開簡歷 （页面存档备份，存于）